# Katharine Susannah Prichard

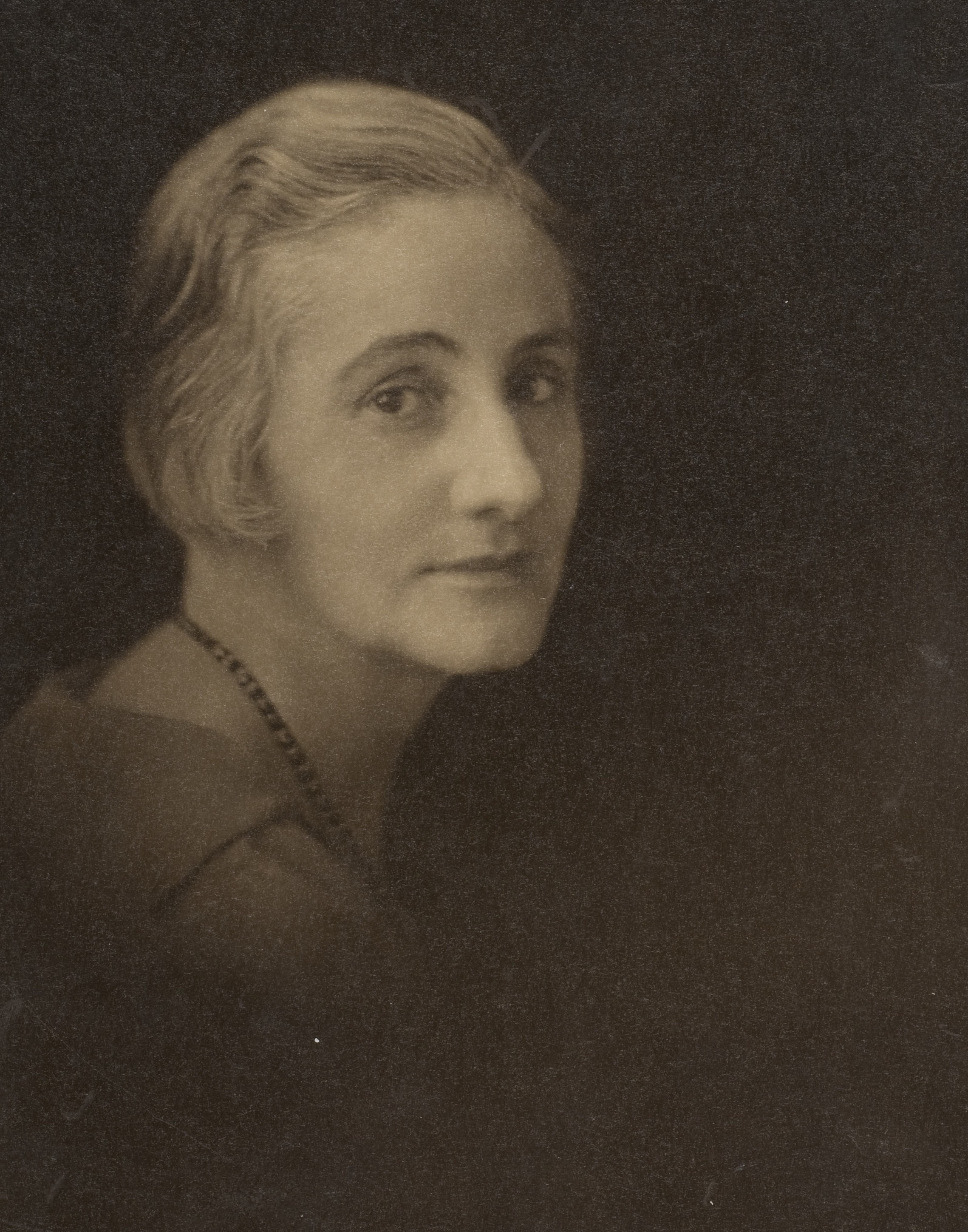
Katharine Susannah Prichard (1927)

Katharine Susannah Prichard (* 4. Dezember 1883 in Levuka, Ovalau, Fidschi; † 2. Oktober 1969 in Greenmount bei Perth) war eine australische Schriftstellerin und Gründungsmitglied der Kommunistischen Partei Australiens (CPA).

## Leben
Prichard begann ihre Karriere als Journalistin und lebte von 1908 bis 1916 in London. 1920 war sie Gründungsmitglied der CPA, der sie bis zu ihrem Tode angehörte. 1919 heiratete sie Hugo Throssell, die beiden hatten einen Sohn, Ric Throssell. Während einer Europareise Katharines 1933 beging Hugo Throssell Selbstmord.
In ihren Romanen Black Opal und Working bullocks stellt sie soziale Konflikte im australischen Outback dar. Der 1929 erschienene Roman Coonardoo gilt als der erste realistische Roman, der das Schicksal einer Ureinwohnerin in der weißen Gesellschaft beschreibt.
In ihrem Haus in Greenmount befindet sich heute das Katharine Susannah Prichard Writers' Centre.

## Werke

### Romane
- The Pioneers (1915)
- Black Opal (1921, dt.: Schwarzer Opal)
- Working bullocks (1926)
- Coonardoo (1929)
- The roaring nineties (1946, dt.: Goldrausch)
- Golden miles (1948, dt.: Die goldene Meile)
- Winged seeds (1950)

### Autobiografie
- Child of hurricane, an autobiography (1963)

### Erzählungen
- Die Braut von Far-Away. Übersetzt von Gisela Petersen, ausgewählt von Hans Petersen. Berlin: Verlag Volk und Welt 1962.